# Puerua (rivière)
La rivière Puerua  (anglais : Puerua River) est une rivière de la région de South Otago, dans l’Ile du Sud de la Nouvelle-Zélande. C’est un affluent du fleuve Clutha.
La Puerua prend naissance à l’est de Brown Dome et s’écoule vers l’est pour rejoindre le fleuve Clutha près de Port Molyneux.